# Magnolia yoroconte
Magnolia yoroconte — вид рослин родини магнолієві (Magnoliaceae).
Це вічнозелене дерево, що росте в вологих тропічних лісах Гватемали, Беліза і Гондураса.